# Brabowan (Sambong)
Brabowan is een bestuurslaag in het regentschap Blora van de provincie Midden-Java, Indonesië. Brabowan telt 2030 inwoners (volkstelling 2010).